# Hooft (eiland)
Hooft is een kunstmatig eilandje dat eind jaren 60 van de 20e eeuw werd aangelegd voor de kust van Muiden in het IJmeer. Het eiland is vernoemd naar de 17e-eeuwse dichter Pieter Corneliszoon Hooft. Hooft was drost van het nabijgelegen Muiden en de schrijver van het toneelstuk Warenar. Dit verklaart de naam van de twee kunstmatige eilanden Warenar en de Drost die gelegen zijn naast het eiland Hooft. Er is een aanlegsteiger voor boten. Verder buiten de wal ligt het Fort Pampus.

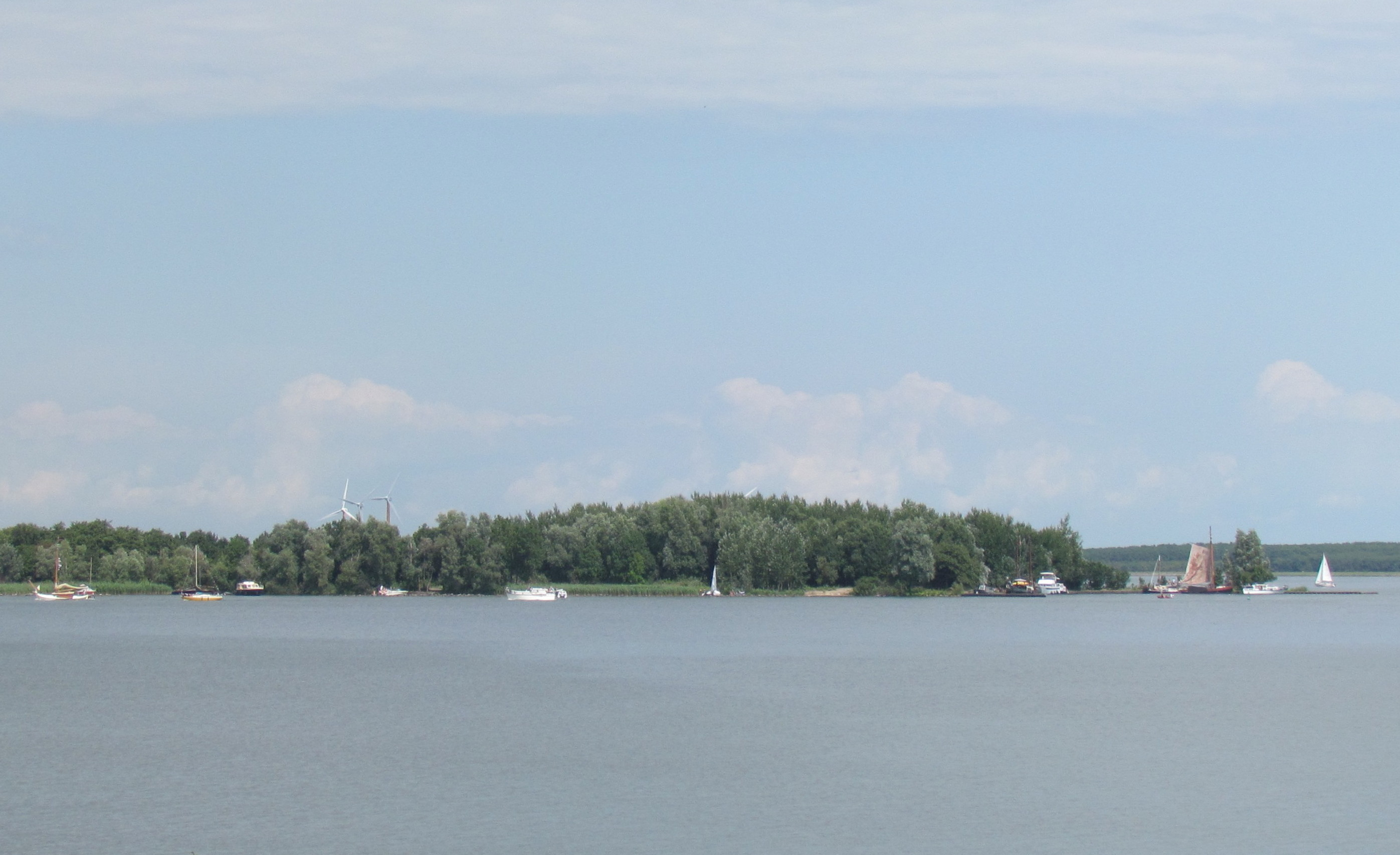
Hooft in 2014